# Руинен гущер
Руинен гущер (Podarcis siculus), наричан също италиански стенен гущер, е вид влечуго от семейство Същински гущери (Lacertidae). Видът не е застрашен от изчезване.

## Разпространение и местообитание
Разпространен е в Босна и Херцеговина, Италия, Словения, Франция, Хърватия, Черна гора и Швейцария. Внесен е в Испания, САЩ и Турция.
Обитава градски и гористи местности, места с песъчлива и влажна почва, градини, ливади, храсталаци, крайбрежия, плажове и плантации.

## Описание
Популацията на вида е нарастваща.